# 1968年エールフランス212便墜落事故
1968年エールフランス212便墜落事故（1968ねんエールフランス212びんついらくじこ）は、1968年3月5日に発生した航空事故である。シモン・ボリバル国際空港からポワンタピートル国際空港へ向かっていたエールフランス212便（ボーイング707-328C）がスフリエール山に墜落し、乗員乗客63人全員が死亡した。

## 事故機
事故機のボーイング707-328C（F-BLCJ）は製造番号19724として製造され、1968年1月13日に初飛行したばかりであった。エンジンはプラット・アンド・ホイットニー JT3D-3Bを搭載しており、総飛行時間は46時間であった。

## 事故の経緯
212便はアルトゥーロ・メリノ・ベニテス国際空港から7つの空港を経由してパリ＝オルリー空港へと向かう予定であった。
管制官が212便にポワンタピートル国際空港の滑走路11への目視進入を許可した際、212便のパイロットは同空港が視認できたと報告していた。212便はFL090（約9,000フィート・2,700m）から降下を開始し、高度約4,400フィート（1,300m）でグアドループのサン・クロード上空を通過した。その後212便は北西に向かい、ポワンタピートル国際空港の南南西27.5km、スフリエール山の主峰から約5km、高度3,937フィート（1,200m）の地点にあるグレードディスカバリー山に墜落し、乗員乗客63人全員が死亡した。墜落現場はサン・クロードとマトゥーバ温泉から坂道を登った場所にある。

## 事故原因
事故調査官は、212便が夜間に目視進入によって誤った地点から降下を開始したことが事故原因と推定されるとしている。

## その他
事故機のボーイングの製造ラインからの離陸後の飛行時間は33時間で、事故当時は同機にとって2度目となる定期便の運航中であった（1度目は前日のパリ発の旅客便であった）。
事故の6年前には同じエールフランスのボーイング707がポワンタピートル国際空港への進入中に墜落しており、212便の墜落からまだ2年も経たない1969年12月4日にはカラカスを離陸した直後の同名の便が墜落事故を起こした。